# Incontro al delitto
Incontro al delitto (in originale I Met Murder) è un romanzo giallo della scrittrice britannica Elizabeth Ferrars. Si tratta del quinto libro dedicato dall'autrice alla serie di Virginia e Felix Freer.

## Trama
Virginia Freer scopre nello spazio di pochi minuti due notizie: è morta un'attrice famosa, Sara Noble ed è stato rivalutato un pittore impressionista, Claude Baraud. La defunta era una cugina di Lady Ann Brightwell, amica di Virginia e la stessa persona è in possesso di molti quadri Baraud, che aveva ereditato. Durante una colazione offerta dai Brightwell la domenica successiva, Virginia apprende che ora si dovrà assicurare il patrimonio di quadri e anche che Ann è desiderosa di invitare la giovane figlia di Sara Noble a stabilirsi da loro, sia pure per un breve periodo. La ragazza, di nome Holly, studia musica a Roma e ha diciassette anni. Tutti i presenti approvano l'iniziativa di Ann, tranne il marito Hubert, con valide ragioni: non hanno mai visto la fanciulla ed è troppo grande perché si possa adattare.
Tornata a casa, Virginia si accorge della presenza inattesa dell'ex marito Felix, steso sul divano con una gamba ingessata. Lui dice di aver accettato un'offerta di lavoro da parte di Hubert, per scrivere la sua biografia. A raccomandarlo sono stati Tim e Barbie, una coppia di giornalisti nipoti di Hubert. Virginia quindi accompagnerà Felix in auto dai Brightwell la mattina e lo riporterà a casa la sera. Avviene per ciò che si sappia dei lavori di protezione della casa e dell'arrivo di Holly dai Brightwell. Per festeggiare e presentare la ragazza, si tiene una colazione domenicale dallo scrittore di gialli Clyde Crendon. Però Holly è molto chiusa e afferma solo che la madre, come anche il padre, non sono mai stati ansiosi di averla attorno; inoltre si rifiuta di suonare il violino, sostenendo di non avere talento e di voler lasciare la strada della musica.
Qualche giorno dopo Holly scompare e nessuno è davvero sorpreso, ma passano le ore e si deve avvertire la polizia. Quasi subito arriva una lettera, con richiesta di riscatto. I Brightwell non avrebbero un motivo per cedere alla richiesta dei rapitori e si sospetta che tutto sia stato ideato dalla ragazza stessa o con il suo consenso. Poi gli eventi precipitano: arriva dai Brightwell un signore (Lionel Ilsley), il padre di Holly. La figlia era illegittima e non riconosciuta, ma Ilsley è disposto a trovare la somma. E proprio allora arriva l'ispettore Roper della polizia dicendo che il cadavere della ragazza è stato trovato assai lontano e che ci vuole un'identificazione. L'ispettore è misterioso e la giovane era già stata schedata per consumo di marijuana, ma Hubert e il padre sono sollecitati ad andare con gli agenti a vedere la salma.
Al ritorno i due vanno da Felix e Virginia, pregando lei di dire ad Ann quale sia stata la scoperta: la morta era Holly, ma non era la persona che i Brightwell avevano ospitato. Era stata accoltellata proprio quando doveva arrivare da Roma e sostituita con una sconosciuta che però adesso risulta a sua volta scomparsa e in mano a rapitori. Felix scopre inoltre che dalla scrivania di Hubert è sparito un pugnale molto affilato, cimelio di guerra. Avviene una scenata per la sparizione del pugnale e i due Freer se la svignano a casa.
Qui però ricevono la visita di due fratelli armati: due ladri che Felix conosceva. Loro perquisiscono la casa in cerca di Pam Pollett e si scopre in tal modo l'identità dell'impostora. Quando se ne vanno, Felix capisce di essere di fronte a due delitti diversi: la presenza dei ladri era volta a rubare i Baraud e la loro complice, la Pollett, doveva aprire loro le porte, ma tutto era fallito. Il mandante del furto mancato era un tale Norman Redman; il beneficiario era Clyde Crendon che, interrogato da Felix, ammette le sue responsabilità, poi fuggirà nella notte.
Ma per quel giorno c'è ancora l'ultima sorpresa: messa in allarme dal continuo abbaiare del cane del vicino, Virginia esce e trova il cadavere di Pam Pollett, gettato frettolosamente nel giardino. Tra le scapole è visibile il pugnale di Hubert. Di nuovo  arriva la polizia con rilievi e domande da fare. Felix ha capito chi sono i rapitori e, senza proprio fare un'affermazione, riesce a condurre le indagini verso la giusta conclusione. A rapire Pam Pollett erano stati i nipoti di Hubert, Tim e Barbie, preoccupati di scendere nel favore del facoltoso zio, dal quale dipendevano molto finanziariamente. L'arresto di Redman (per l'uccisione di Holly) e degli Halliday (per quello di Pam Pollett) chiude la vicenda. Ann e Hubert andranno a fare un lungo viaggio di riposo e venderanno i quadri. Felix se ne ritorna a Londra e Virginia è di nuovo sola, ma anche fuori da emozioni indesiderate.

## Personaggi principali[2].
- Virginia Freer, la narratrice
- Felix Freer, marito di Virginia
- Ann Brightwell, amica di Virginia
- Hubert Brightwell, marito di Ann
- Tim e Barbie Halliday, nipoti di Hubert
- Holly Noble, cugina di Ann
- Clyde Crendon, scrittore di "gialli"
- Ispettore Roper, della polizia di Allingford

## Edizioni
- E. X. Ferrars, I met murder, Published for the Crime Club by Doubleday, Garden City, N.Y. e 1986
- Elizabeth Ferrars, Incontro al delitto, traduzione di Elsa Pelitti, collana Il Giallo Mondadori n. 1981, Milano 1987